# Forum Okrętowe
Forum Okrętowe - Związek Pracodawców Przemysłu Okrętowego - stowarzyszenie powstałe w 1993 roku z inicjatywy Jerzego W. Doerffera, skupiające przedstawicieli największych polskich firm z branży okrętowej. 
Do podstawowego zakredu działania Forum Okrętowego należy (za statutem):
- ochrona praw i reprezentowanie interesów członków stowarzyszenia
- tworzenie warunków rozwoju przemysłu okrętowego, przemysłu remontu statków i oceanotechniki oraz ich zaplecza kooperacyjnego i badawczego, w tym:
  - inspirowanie wspólnych prac badawczo-rozwojowych
  - popieranie we współpracy z właściwymi organami oświatowymi rozwoju kształcenia zawodowego, wspieranie nauki zawodu w zakładach pracy oraz doskonalenia zawodowego pracowników przemysłu okrętowego
- popieranie współpracy i wymiany usług pomiędzy członkami stowarzyszenia a szczególnie organizowanie i uczestniczenie w rozwiązywaniu zadań ekonomicznych i technicznych przemysłu okrętowego interesujących członków lub ich grupy oraz udzielenia członkom fachowej porady i wsparcia w sprawach o charakterze ekonomicznym i technicznym
- wpływanie na funkcjonowanie i kształt rozwiązań legislacyjnych
- reprezentowanie polskiego przemysłu okrętowego wobec organizacji i stowarzyszeń międzynarodowych

Forum Okrętowe jako pierwsza organizacja z krajów byłego bloku socjalistycznego zostało przyjęte w 1995 roku do Association of European Shipbuilders & Shiprepairers. Jest także członkiem Konfederacji Lewiatan.
Prezesem Forum Okrętowego czterokrotnie (w latach 1993–2003) wybierany był J.W. Doerffer (po 2003 pełniący funkcję prezesa honorowego), następnie Piotr Soyka (w latach 2003-2004) i Jerzy Kazimierz Lewandowski (2004-2006).